# Teculután
Teculután es un municipio del departamento de Zacapa, en la República de Guatemala. Se encuentra a 120 kilómetros de la Ciudad de Guatemala y es atravesado por la ruta que de esta conduce hacia el Océano Atlántico. El municipio es atravesado igualmente por la Sierra de Las Minas, de donde aprovecha diversas corrientes de agua y recursos naturales en general. Es el municipio más industrializado del departamento, a ambos lados de la ruta al Atlántico se han instalado diversas empresas e industrias que proveen de múltiples oportunidades de trabajo a sus habitantes.
Después de la Independencia de Centroamérica en 1821, Teculután fue asignado al circuito de Acasaguastlán del distrito N.°4 (Chiquimula) para la administración de justicia.
Entre sus ciudadanos ilustres se encuentra el expresidente de Guatemala, general Lázaro Chacón.

## Geografía física

### Clima
La cabecera municipal de Teculután tiene clima tropical (Clasificación de Köppen: Aw).
| Parámetros climáticos promedio de Teculután | Parámetros climáticos promedio de Teculután | Parámetros climáticos promedio de Teculután | Parámetros climáticos promedio de Teculután | Parámetros climáticos promedio de Teculután | Parámetros climáticos promedio de Teculután | Parámetros climáticos promedio de Teculután | Parámetros climáticos promedio de Teculután | Parámetros climáticos promedio de Teculután | Parámetros climáticos promedio de Teculután | Parámetros climáticos promedio de Teculután | Parámetros climáticos promedio de Teculután | Parámetros climáticos promedio de Teculután | Parámetros climáticos promedio de Teculután |
| Mes                                         | Ene.                                        | Feb.                                        | Mar.                                        | Abr.                                        | May.                                        | Jun.                                        | Jul.                                        | Ago.                                        | Sep.                                        | Oct.                                        | Nov.                                        | Dic.                                        | Anual                                       |
| ------------------------------------------- | ------------------------------------------- | ------------------------------------------- | ------------------------------------------- | ------------------------------------------- | ------------------------------------------- | ------------------------------------------- | ------------------------------------------- | ------------------------------------------- | ------------------------------------------- | ------------------------------------------- | ------------------------------------------- | ------------------------------------------- | ------------------------------------------- |
| Temp. máx. media (°C)                       | 30.7                                        | 32.5                                        | 34.8                                        | 35.4                                        | 35.0                                        | 33.3                                        | 32.7                                        | 33.3                                        | 32.8                                        | 31.8                                        | 31.1                                        | 30.3                                        | 32.8                                        |
| Temp. media (°C)                            | 24.9                                        | 26.2                                        | 28.0                                        | 29.0                                        | 28.8                                        | 27.5                                        | 27.0                                        | 27.4                                        | 27.2                                        | 26.5                                        | 25.8                                        | 25.2                                        | 27                                          |
| Temp. mín. media (°C)                       | 19.2                                        | 20.0                                        | 21.3                                        | 22.7                                        | 22.7                                        | 21.8                                        | 21.4                                        | 21.5                                        | 21.6                                        | 21.2                                        | 20.5                                        | 20.1                                        | 21.2                                        |
| Precipitación total (mm)                    | 1                                           | 3                                           | 6                                           | 17                                          | 71                                          | 206                                         | 173                                         | 108                                         | 210                                         | 121                                         | 24                                          | 1                                           | 941                                         |
| Fuente: Climate-Data.org                    |                                             |                                             |                                             |                                             |                                             |                                             |                                             |                                             |                                             |                                             |                                             |                                             |                                             |

## Gobierno municipal
Los municipios se encuentran regulados en diversas leyes de la República, que establecen su forma de organización, lo relativo a la conformación de sus órganos administrativos y los tributos destinados para los mismos.  Aunque se trata de entidades autónomas, se encuentran sujetos a la legislación nacional y las principales leyes que los rigen desde 1985 son:
| N.º | Ley                                                | Descripción |
| --- | -------------------------------------------------- | --- |
| 1   | Constitución Política de la República de Guatemala | Tiene una regulación legal específica para los municipios en los artículos 253 al 262. |
| 2   | Ley Electoral y de Partidos Políticos              | Ley de carácter constitucional aplicable a los municipios en el tema de la conformación de sus autoridades electas. |
| 3   | Código Municipal                                   | Decreto 12-2002 del Congreso de la República de Guatemala. Tiene la categoría de ley ordinaria y contiene preceptos generales aplicables a todos los municipios, e inclusive contiene legislación referente a la creación de los municipios.             |
| 4   | Ley de Servicio Municipal                          | Decreto 1-87 del Congreso de la República de Guatemala. Regula las relaciones entra la municipalidad y los servidores públicos en materia laboral. Tiene su base constitucional en el artículo 262 de la constitución que ordena la emisión de la misma. |
| 5   | Ley General de Descentralización                   | Decreto 14-2002 del Congreso de la República de Guatemala. Regula el deber constitucional del Estado, y por ende del municipio, de promover y aplicar la descentralización y desconcentración económica y administrativa.                                |

El gobierno de los municipios está a cargo de un Concejo Municipal mientras que el código municipal —ley ordinaria que contiene disposiciones que se aplican a todos los municipios— establece que «el concejo municipal es el órgano colegiado superior de deliberación y de decisión de los asuntos municipales […] y tiene su sede en la circunscripción de la cabecera municipal»; el artículo 33 del mencionado código establece que «[le] corresponde con exclusividad al concejo municipal el ejercicio del gobierno del municipio».
El concejo municipal se integra con el alcalde, los síndicos y concejales, electos directamente por sufragio universal y secreto para un período de cuatro años, pudiendo ser reelectos.
Existen también las Alcaldías Auxiliares, los Comités Comunitarios de Desarrollo (COCODE), el Comité Municipal del Desarrollo (COMUDE), las asociaciones culturales y las comisiones de trabajo. Los alcaldes auxiliares son elegidos por las comunidades de acuerdo a sus principios y tradiciones, y se reúnen con el alcalde municipal el primer domingo de cada mes, mientras que los Comités Comunitarios de Desarrollo y el Comité Municipal de Desarrollo organizan y facilitan la participación de las comunidades priorizando necesidades y problemas.

## Historia

### Tras la Independencia de Centroamérica
La constitución del Estado de Guatemala promulgada el 11 de octubre de 1825 —y no el 11 de abril de 1836, como numerosos historiadores han reportado incorrectamente — creó los distritos y sus circuitos correspondientes para la administración de justicia según el Código de Lívingston traducido al español por José Francisco Barrundia y Cepeda; el poblado de Teculután fue parte del circuito Zacapa en el Distrito N.º 4 (Chiquimula). Estei distrito también incluía a los poblados de Santa Lucía, San Pablo, Gualán, Izabal, Estanzuela, Trapiche, Uzumatán y Río Hondo.

## Ciudadanos ilustres
- General Lázaro Chacón: Presidente de Guatemala de 1926 a 1930.